# Humberto Rivas Mijares
Humberto Felipe Rivas Mijares (Valencia, Venezuela, 21 de diciembre de 1918 - Caracas, 23 de noviembre de 1981) fue un escritor, periodista y diplomático venezolano. Descendiente de sefardíes. Hijo de Jose Agustin Rivas Montenegro y Amparo Mijares Delgado. Casado con Amarilis Mejias Pérez. Tres hijos: Rebeca, Gabriel Humbert y Fernando. Su hijo Fernando Rivas Mejias es además un destacado cantante y productor musical radicado en Ecuador desde 2015 donde comparte la actividad musical.

## Vida y carrera
Pasó sus años de adolescente en una hacienda cafetalera en Nirgua junto a un tío paterno, tras la muerte de su padre. Allí vivió, entre diversas faenas agrícolas, numerosas experiencias que marcarían sus primeras obras literarias tales como Gleba, Ocho relatos y Hacía el Sur, publicadas entre los años 1942 y 1944.
En Hacia el Sur nos encontramos con una interesante descripción de la Venezuela agraria que cambia su rumbo hacia la ciudad.
En 1949 publica "El Murado", su obra maestra. En ella nos encontramos con uno de los primeros cuentos modernos de Venezuela. El país agrario queda atrás y da cabida al hombre interior. Esta obra forma parte de la mayoría de las Antologías de Cuentistas Venezolanos y latinoamericanos.
Una de las obras que describen mejor al autor como hombre de ideales es sin lugar a dudas Cuando cayó el Miliciano. En 1961, tradujo Poemas Piaroas, interesante poemario aborigen venezolano al idioma italiano. Su última obra literaria fue el cuento El Trompeta del cual se mantiene un interesante esbozo donde el difunto preside su cortejo fúnebre tocando él mismo la trompeta: Allí van: el cura, el pulpero, el boticario, el carpintero, el trompeta, el difunto. La Cruz, la boca que murmura. El rosario en un alto entre los dedos. El sonido de la trompeta. El aire que se dora. La muerte enamorada.